# Бял трюфел
Белият трюфел (Tuber magnatum) е най-редкият и съответно най-цененият трюфел от всички видове на тази гъба. Расте предимно в Италия, Франция и Хърватия, но е намиран и в България. За намирането му се използват специално обучени кучета. През 2007 г. бял трюфел с тегло 1,5 kg е намерен от италианеца Кристиано Савини в околностите на Пиза, и е продаден на търг във Флоренция за 330 000 долара.